# Anacolosa pervilleana
Anacolosa pervilleana är en tvåhjärtbladig växtart som beskrevs av Henri Ernest Baillon. Anacolosa pervilleana ingår i släktet Anacolosa och familjen Aptandraceae. Inga underarter finns listade i Catalogue of Life.